# 摩根敦市立機場
摩根敦市立機场是一个由摩根敦市政府拥有的美國機場。本機場距離摩根敦市中心約6公里。摩根敦市立機場主要用於商業載人飛行用途
根據美國聯邦航空管理局的紀錄，在2012年時，此機場共有10,239人次旅客經過 。在2011至2015年年間，本機場被涵蓋於航空管理局的國家綜合機場系統計畫中，並被歸類於一級商業服務類機場中（旅客人次多於一萬人）。

## 設備
本機場佔地258公頃，平均海拔高度379公尺。有一條18/36瀝青跑道，長度為1585公尺，寬度46公尺。

## 航空公司
摩根敦市立機場只有一家航空公司設點，他是:在2016年以前，摩根敦市立機場曾經有銀色航空進駐，提供至克拉克斯堡和华盛顿杜勒斯国际机场的航線。但是在美古關係正常化後，銀色航空公司將班機調往古巴，原航線由南方快航接手。目前摩根敦市立機場只有飛往杜勒斯机场的航班。